# Сапроколіт
Сапроколіт (рос. сапроколлит, англ. saprocollite, нім. Saprokollit m – (Гінзбурґ, 1962) вугілля класу власне сапропелітів. Понад 50% (а частіше – 80-90%) його складені з матеріалу водоростей (колоальгініт). Інша частина – червоні геліфіковані грудочки гр. вітриніту. Іноді зустрічаються лінзочки вітрену та ксиловітрену, кутикули, поодинокі водорості. Син. – колоальголіт.